# سعر السهم

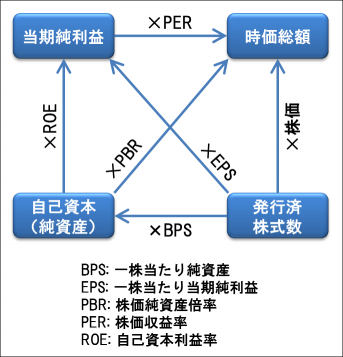

سعر السهم هو سعر السهم الواحد لعدد من الأسهم القابلة للبيع لشركة أو مشتق أو أصل مالي آخر. بلغة الشخص العادي، فإن سعر السهم هو أعلى مبلغ يرغب شخص ما في دفعه مقابل السهم، أو أقل مبلغ يمكن شراؤه مقابله.

## سلوك أسعار الأسهم
في الاقتصاد والنظرية المالية، يستخدم المحللون تقنيات السير العشوائي لصياغة سلوك أسعار الأصول، ولا سيما أسعار الاسهم في اسواق الاوراق المالية، وأسعار صرف العملات وأسعار السلع. تستند هذه الممارسة إلى افتراض أن المستثمرين يتصرفون بعقلانية وبدون تحيز، وأنهم في أي لحظة يقدرون قيمة الأصل بناءً على التوقعات المستقبلية. في ظل هذه الظروف، تؤثر جميع المعلومات الموجودة على السعر، والذي يتغير فقط عند ظهور معلومات جديدة. بحكم التعريف، تظهر المعلومات الجديدة بشكل عشوائي وتؤثر على سعر الأصل بشكل عشوائي.
أثبتت الدراسات التجريبية أن الأسعار لا تتبع السير العشوائي بالكامل. توجد ارتباطات تسلسلية منخفضة (حوالي 0.05) على المدى القصير، وعلاقات أقوى قليلاً على المدى الطويل. تعتمد علامتهم وقوتهم على مجموعة متنوعة من العوامل.
وقد وجد الباحثون أن بعض أكبر انحرافات الأسعار من السير العشوائي تنتج عن الأنماط الموسمية والزمنية. وعلى وجه الخصوص، تتجاوز العوائد في يناير بشكل كبير تلك العوائد في الأشهر الأخرى (يعرف ب تأثير يناير), وفي أيام الاثنين تنخفض أسعار الأسهم أكثر من أي يوم آخر. وقد لاحظ المراقبون هذه الآثار في العديد من الأسواق المختلفة لأكثر من نصف قرن، ولكن دون أن ينجحوا في إعطاء تفسير مرضٍ تمامًا لاستمرار هذا النمط.
يستخدم التحليل الفني اغلب الحالات الشاذة لاستخراج معلومات حول تحركات الأسعار المستقبلية من البيانات التاريخية. لكن بعض الاقتصاديين، على سبيل المثال يوجين فاما، يجادلون بأن معظم هذه الأنماط تحدث بالصدفة، وليس نتيجة لسلوك غير منطقي أو غير فعال من قبل المستثمرين: الكم الهائل من البيانات المتاحة للباحثين لتحليلها يُزعم أنها تسبب التقلبات.
مدرسة فكرية أخرى (التمويل السلوكي) تعزو عدم العشوائية إلى الانحياز المعرفي والعاطفي للمستثمرين، وهذا يمكن ان يتناقض مع التحليل الاساسي.
عند النظر إليه على مدى الفترات الطويلة، يرتبط سعر السهم بتوقعات الأرباح المستقبلية للشركة. على مدى الفترات القصيرة، خاصة بالنسبة للشركات الاحدث أو الأصغر، يمكن أن تكون العلاقة بين سعر السهم والأرباح غير متطابقة نهائياً.